# Van Gend & Loos

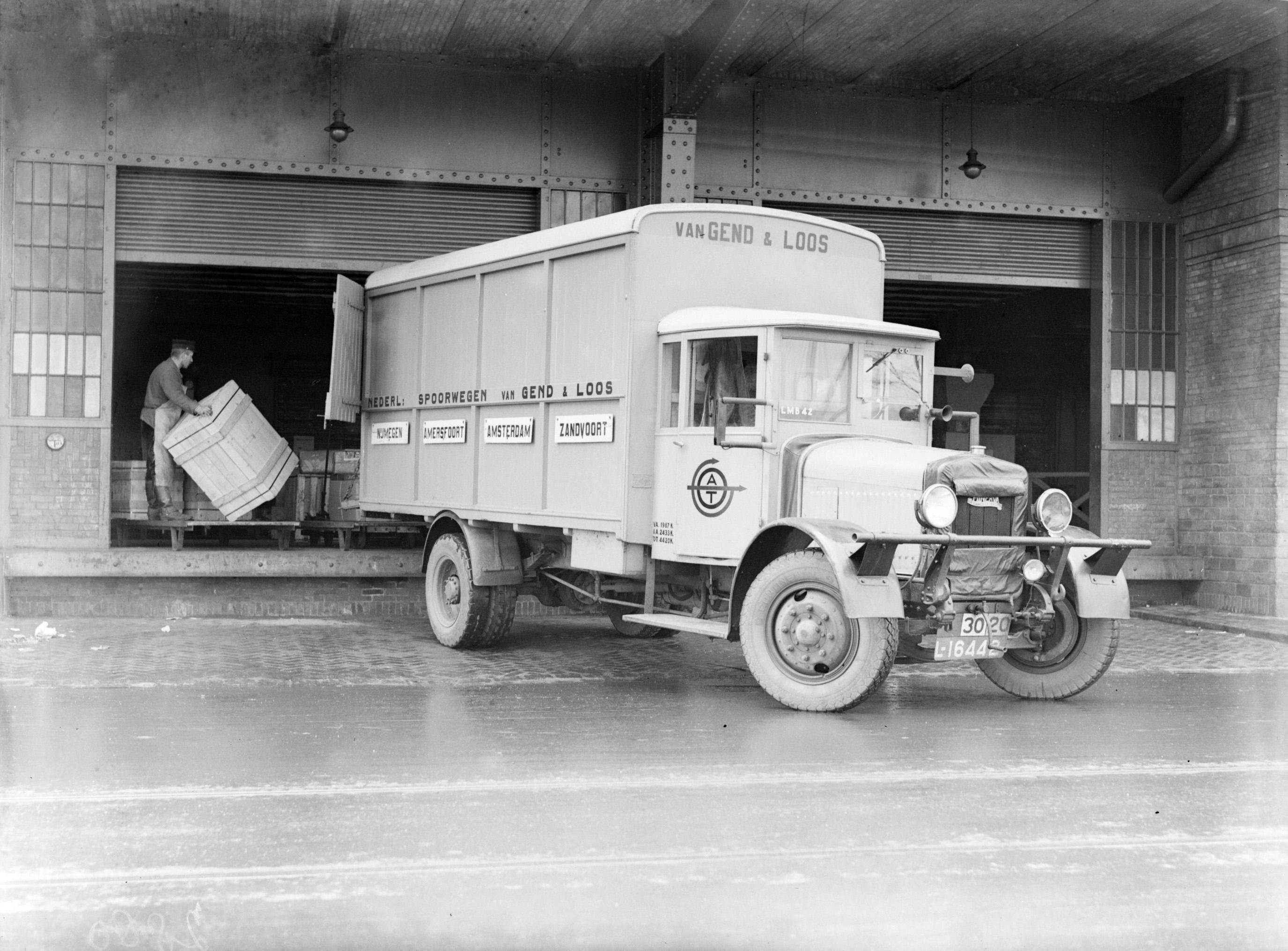
Vrachtauto van Van Gend & Loos bij het Centraal Station in Amsterdam; 1933.

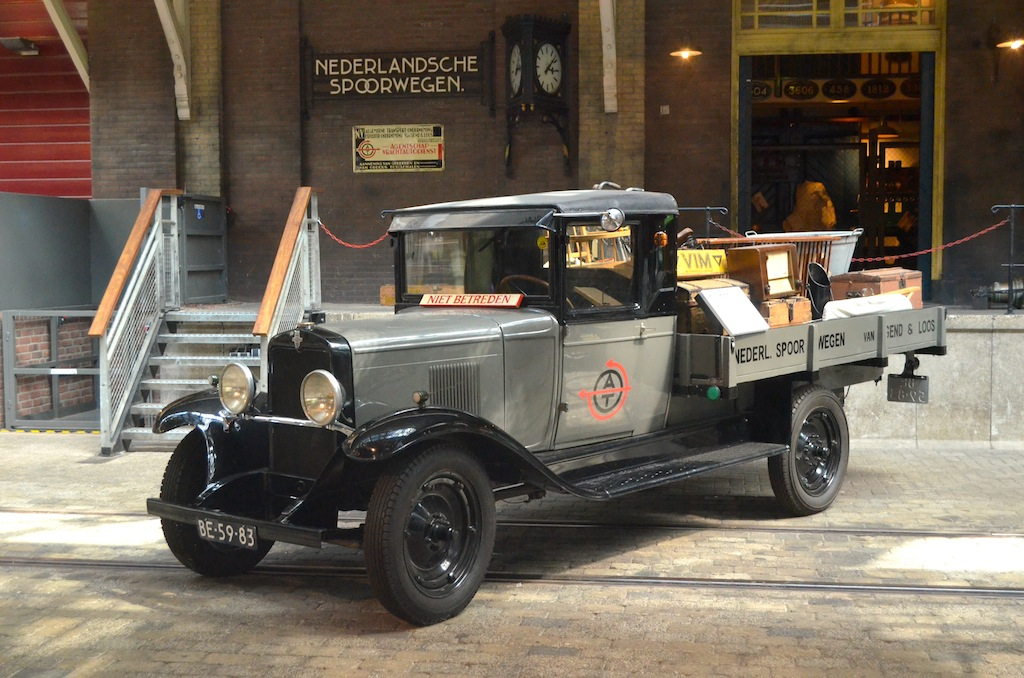
Van Gend & Loos Chevrolet vrachtauto in het Spoorwegmuseum.

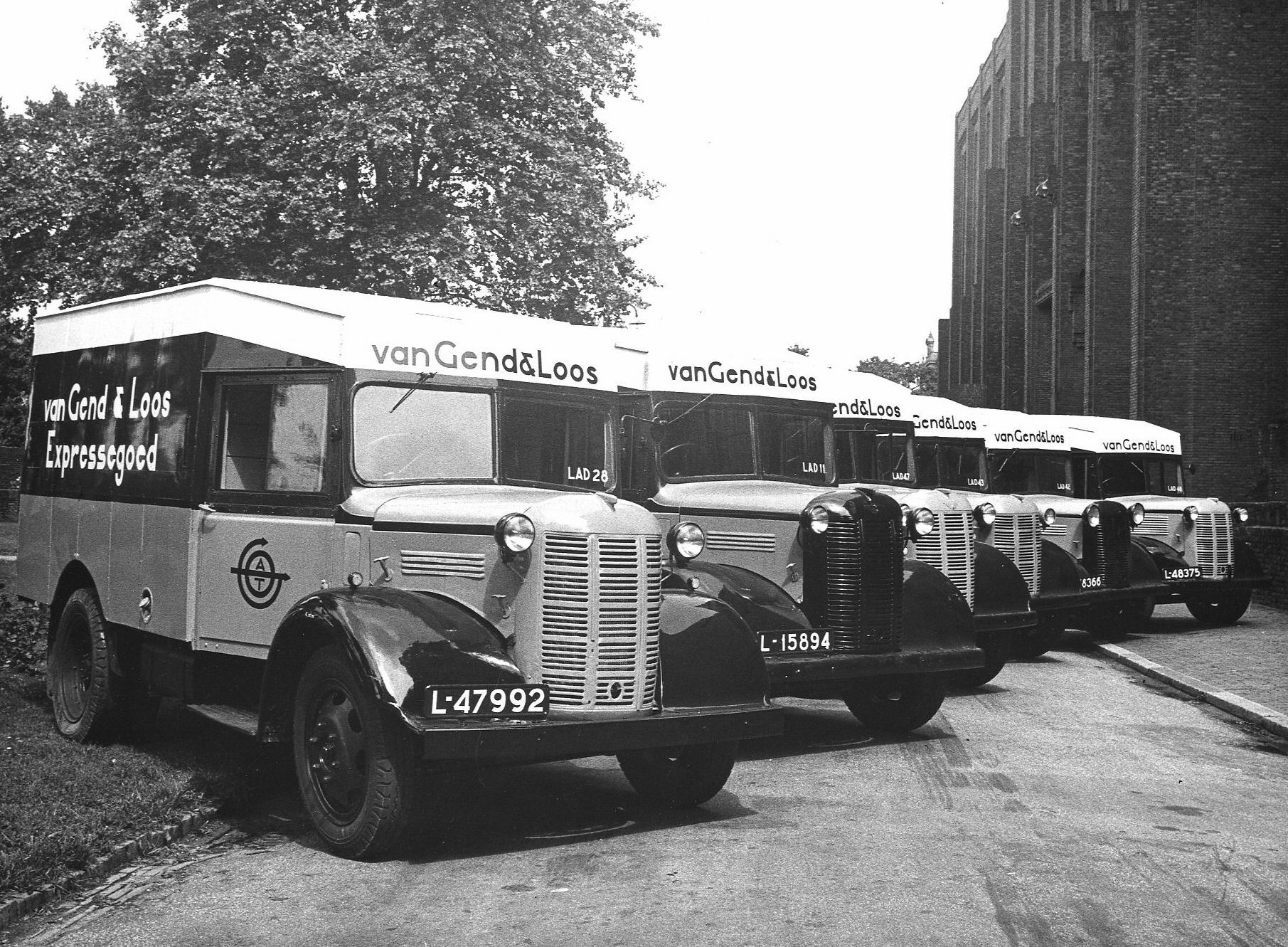
Zes tot Van Gend & Loos-bestelwagen verbouwde Austin 'bellcars', 1948

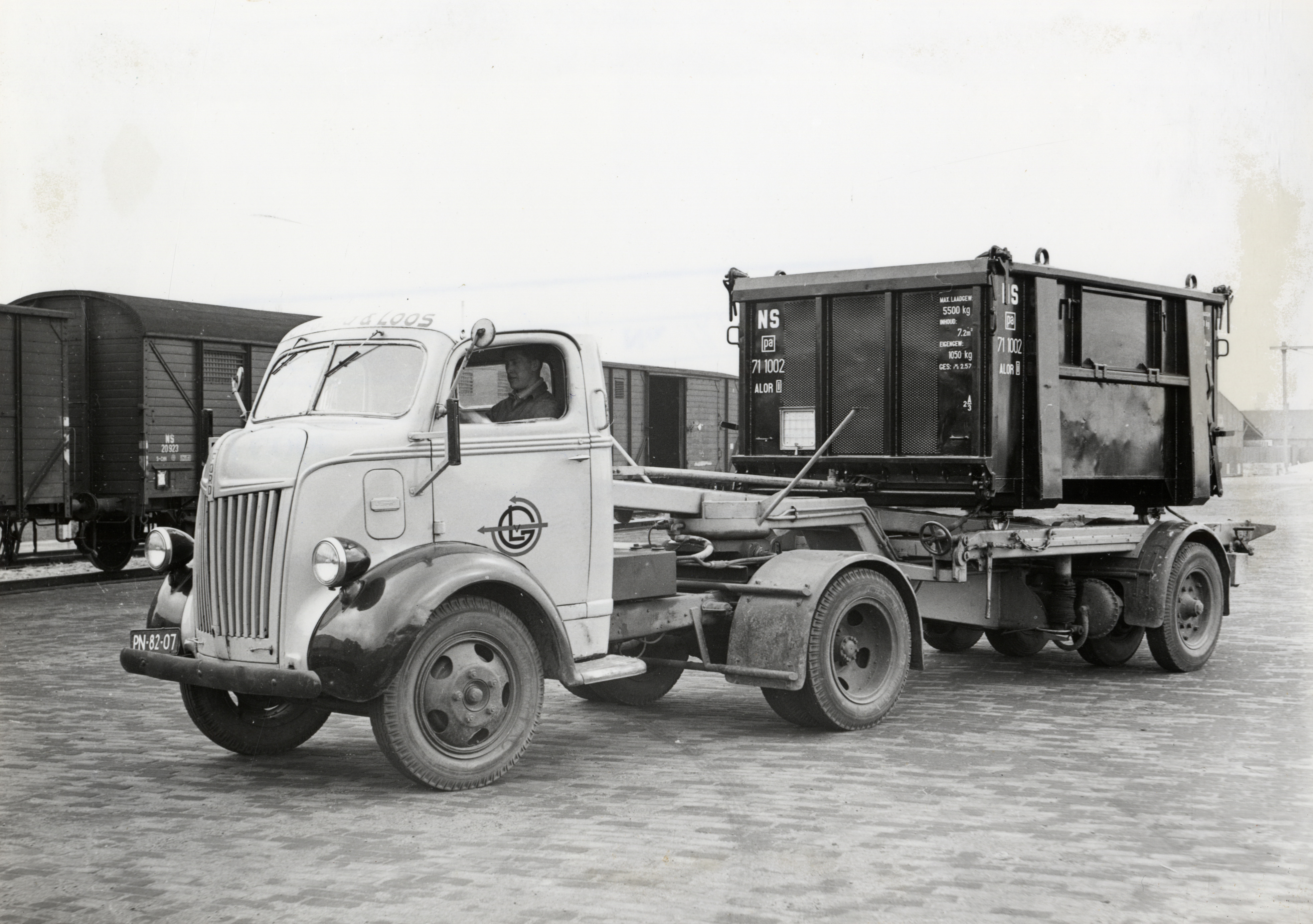
Van Gend & Loos-vrachtauto met los- en laadkist in 1957

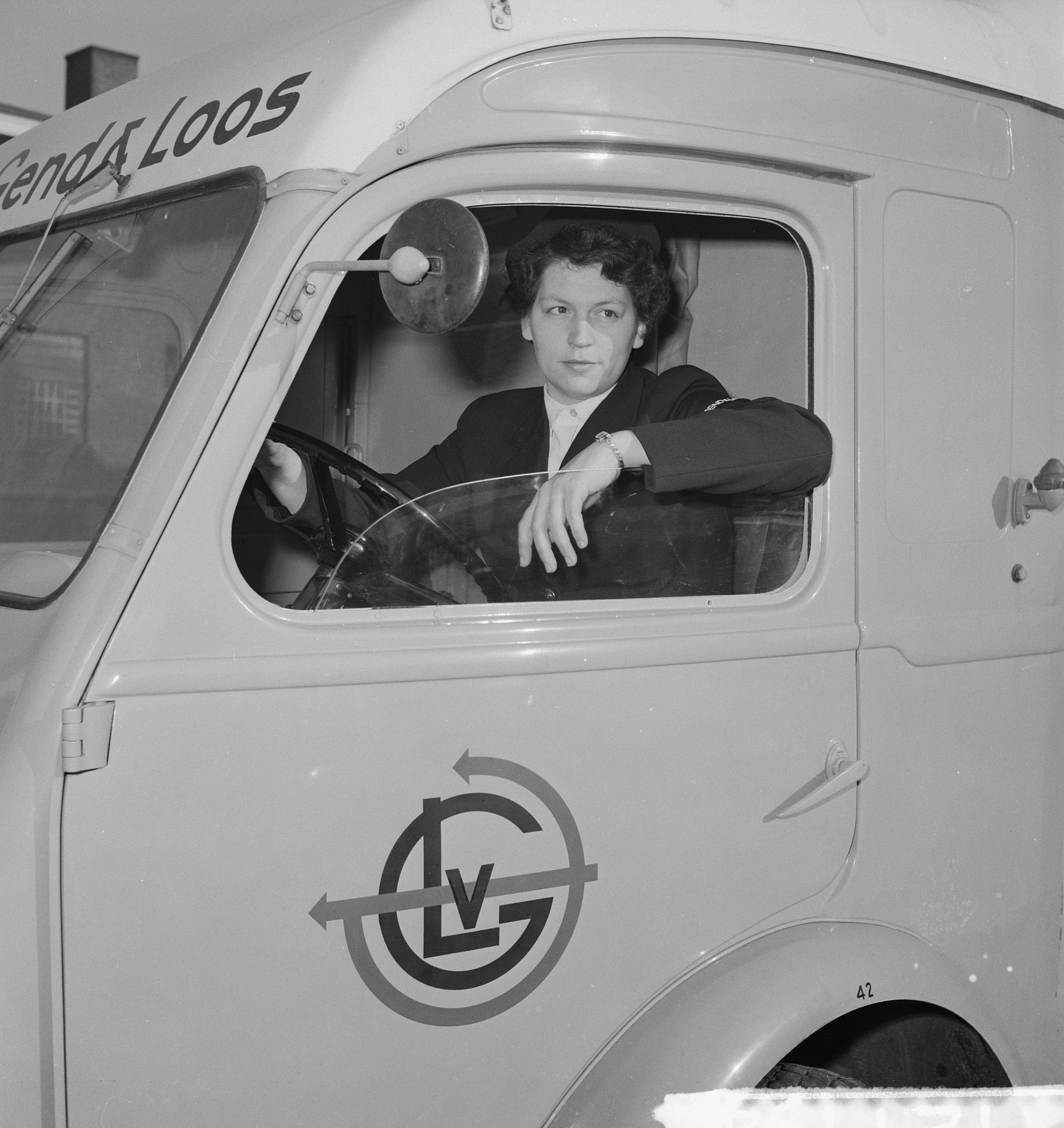
Eerste vrouwelijke chauffeur

Van Gend & Loos was een in 1809 ontstaan Belgisch/Nederlands bedrijf voor goederenvervoer dat in 2003 is opgegaan in de Duitse vervoersonderneming DHL.

## Geschiedenis
Grondlegger van Van Gend & Loos was de Antwerpse herbergier-koetsier Jan-Baptist van Gend. In 1796 trouwde hij met Maria Loos, die een herberg, hotel De Kroon, in Antwerpen bezat. Zijn zwager, Petrus Josephus Loos, had een onderneming voor diligences (luxe postkoetsen). In 1809 overleed P.J. Loos en werd zijn bedrijf samengevoegd met dat van Van Gend, zodat de diligenceonderneming Van Gend & Loos ontstond.
De Algemeene Postwagen Onderneming J.B. Van Gend & Loos slaagde erin haar netwerk van diligencediensten, waarmee reizigers, goederen en geld vervoerd werden, gestaag uit te breiden. Bij de scheiding van België en Nederland in 1830 bleef men actief in beide landen en daarbuiten.
In de loop van de 19e eeuw kreeg Van Gend & Loos steeds meer last van de concurrentie van de spoorwegen. Een trein is sneller en comfortabeler dan een diligence, zodat op routes waar een spoorweg werd geopend de diligences moesten verdwijnen. Aanvankelijk kon men dit compenseren door aansluiting te bieden van het spoorwegnet naar plaatsen die nog niet met de spoorweg ontsloten waren. Maar naarmate het spoorwegnet werd uitgebreid kreeg men het steeds moeilijker en werd zelfs overwogen het bedrijf geheel op te heffen.
In 1885 werd het bedrijf overgenomen door employé Hippolyte Colignon. Hij zag kans het bedrijf nieuw leven in te blazen met een andere productformule. Hij stootte het personenvervoer af en ging zich geheel richten op stukgoederenvervoer van en naar stations. Hiertoe sloot hij contracten af met de spoorwegmaatschappijen.
In de jaren 20 van de 20e eeuw kregen de spoorwegen op hun beurt last van concurrentie van het gemotoriseerde wegverkeer (met name van vrachtauto's en bussen - de massale opkomst van personenauto's moest nog komen). Om zich hiertegen te weer te stellen richtte de Nederlandse Spoorwegen in 1927 de Algemeene Transport Onderneming (ATO) op, die zowel autobussen als vrachtauto's exploiteerde. Men vond dat nu ook het stukgoederenvervoer van en naar de stations door de ATO uitgevoerd moest worden. Dit zou voor Van Gend & Loos het verlies van haar markt betekenen, waartegen zij zich uiteraard fel verzette.
Onderhandelingen leidden ertoe dat NS in 1928 de C.V. Algemeene Expeditie Onderneming Van Gend en Loos, H. Colignon & Cie (kortweg: Van Gend & Loos) volledig overnam en onderdeel van de ATO maakte. Als NS-dochteronderneming schakelde de N.V. Expeditie Onderneming Van Gend & Loos over op vrachtauto's en kon zij wederom een flinke expansie doormaken. Bij belangrijke stations stond een grote goederenloods met aan de ene kant gesloten goederenwagons en aan de andere kant de grijze vracht- en bestelwagens van Van Gend & Loos. Het hoofdkantoor was sinds 1960 gevestigd aan de Catharijnesingel te Utrecht.
Rond 1980 bleek deze formule niet meer te werken. De markt was veranderd, maar ook was Van Gend & Loos te log en te ambtelijk geworden. Het bedrijf werd ingrijpend gesaneerd. In 1984 werd het stukgoederenvervoer per spoor gestaakt en schakelde men geheel op vrachtauto's over. In 1986 verkocht NS Van Gend & Loos aan Nedlloyd, waar het bedrijf zich ging richten op vervoer van pakketten en pallets in de Benelux.
In 1999 verkocht Nedlloyd Van Gend & Loos aan Deutsche Post AG, dat in 2003 drie dochterbedrijven Danzas, DHL Worldwide Express en Van Gend & Loos Euro Express liet fuseren tot één bedrijf voor expresvervoer, vrachtvervoer en logistiek, onder de naam DHL. Hiermee kwam een einde aan het langjarig bestaan.

## Presentatie in Openluchtmuseum te Arnhem
Om de wijze van opereren van het vervoersbedrijf vast te leggen is in 2007 in het Nederlands Openluchtmuseum te Arnhem de voormalige goederenloods uit Tiel herbouwd. Binnen staan museumvoertuigen en buiten is op een stukje spoor naast de loods een originele korte goederentrein opgesteld, bestaande uit enkele zogenaamde 'geelbanders' en een locomotor. Deze wagons waren uitsluitend bestemd voor Van Gend & Loos-transporten. Om de wagons makkelijker te herkennen en verzending naar andere klanten dan VG&L te voorkomen, zijn de hoeken voorzien van gele strepen. Vandaar de bijnaam 'geelbanders'.

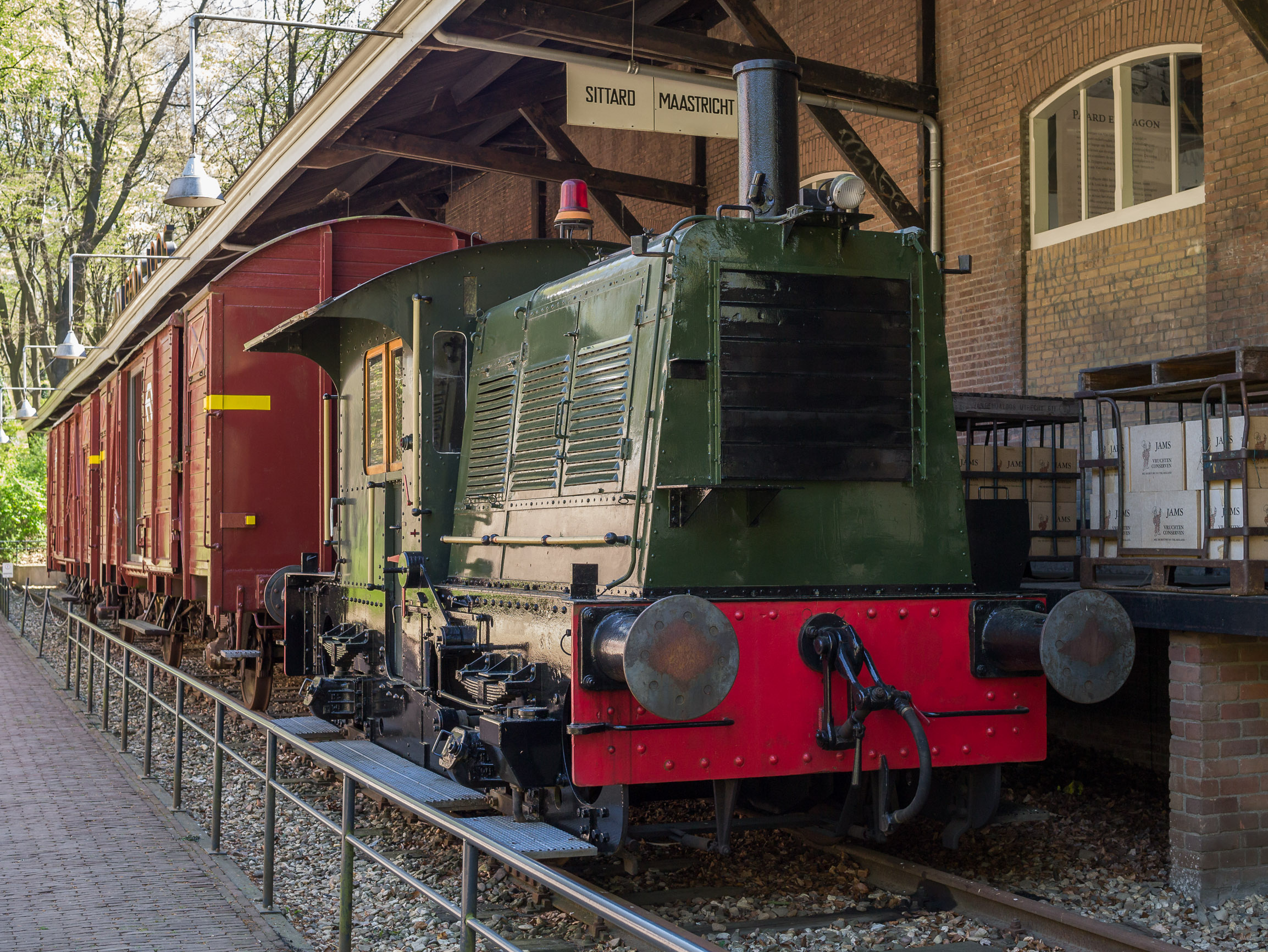
Locomotor NS 285, voor Van Gend & Loos gereserveerde 'geelbanders' en goederenloods in het Nederlands Openluchtmuseum.
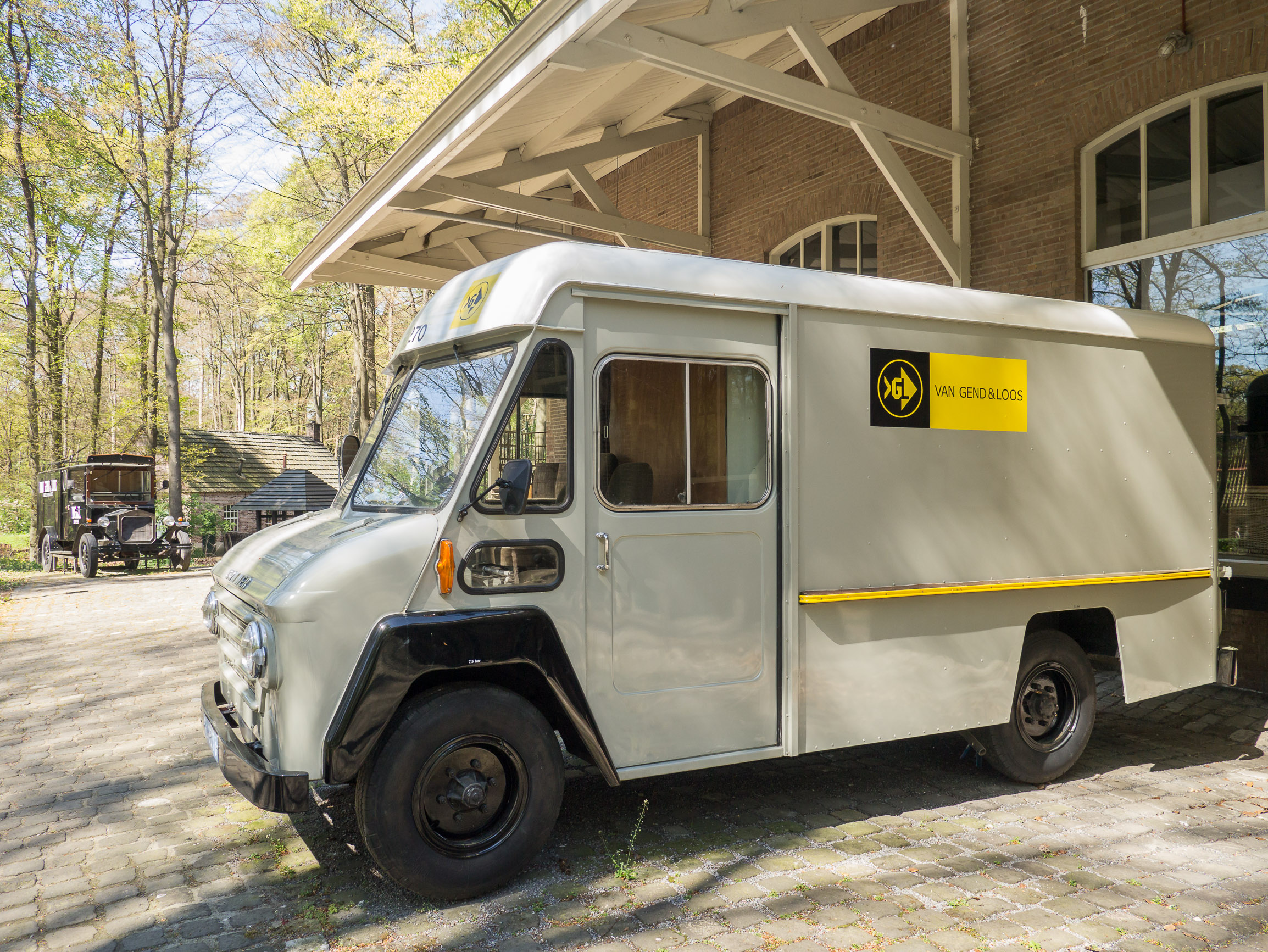
Commer Walk-Thru zoals gebruikt door Van Gend & Loos, in het Nederlands Openluchtmuseum.

## Van Gend en Loos-arrest
Van Gend en Loos was in de jaren zestig partij in een arrest van het Europese Hof van Justitie over het karakter en de voorrang van het Europees recht: het zogenoemde Van Gend en Loos-arrest uit 1963 over de werking van het Verdrag van Rome in de diverse landen van de Europese Gemeenschap, de voorloper van de Europese Unie.

## Afbeeldingen

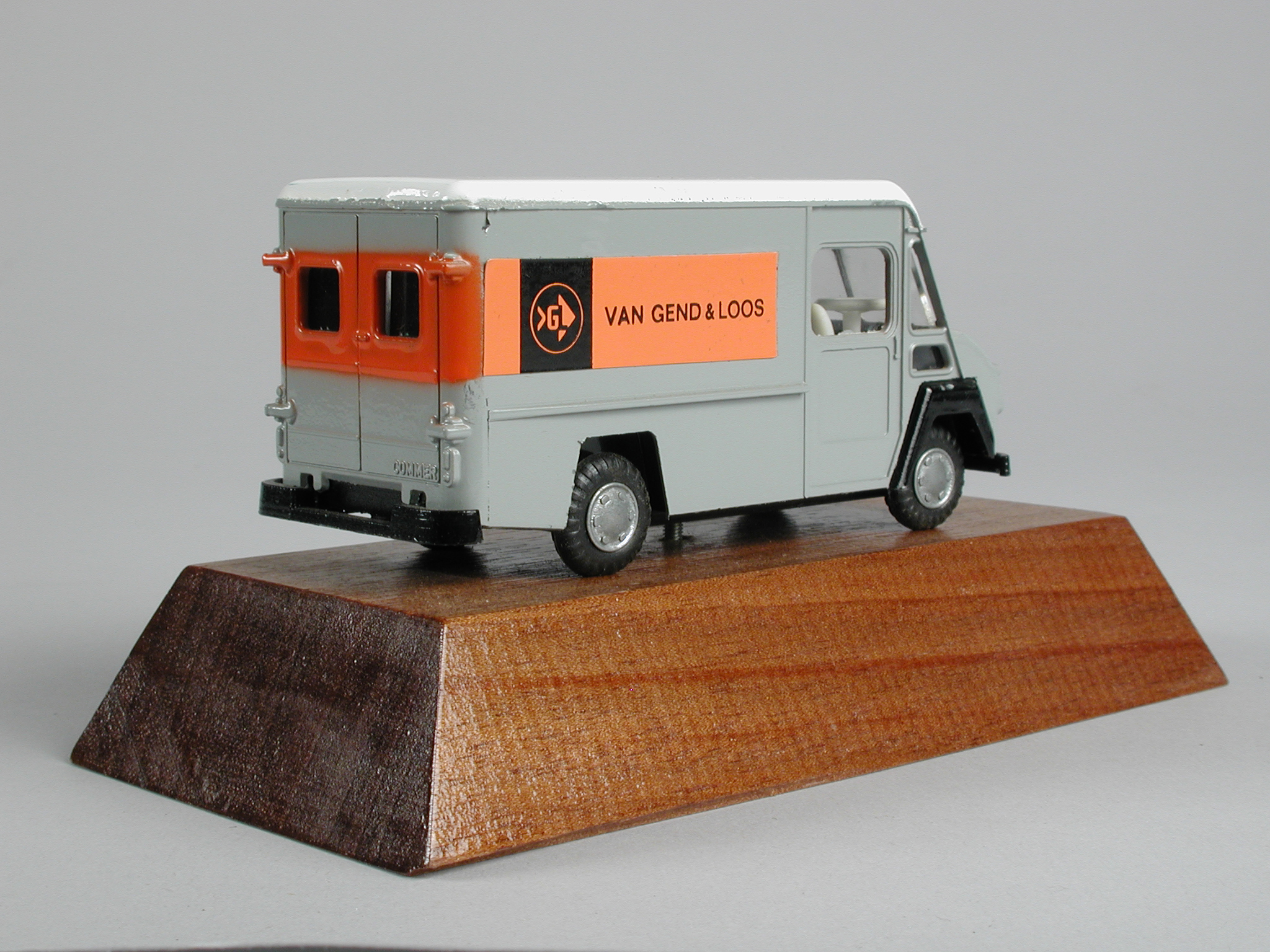
Speelgoedvrachtauto
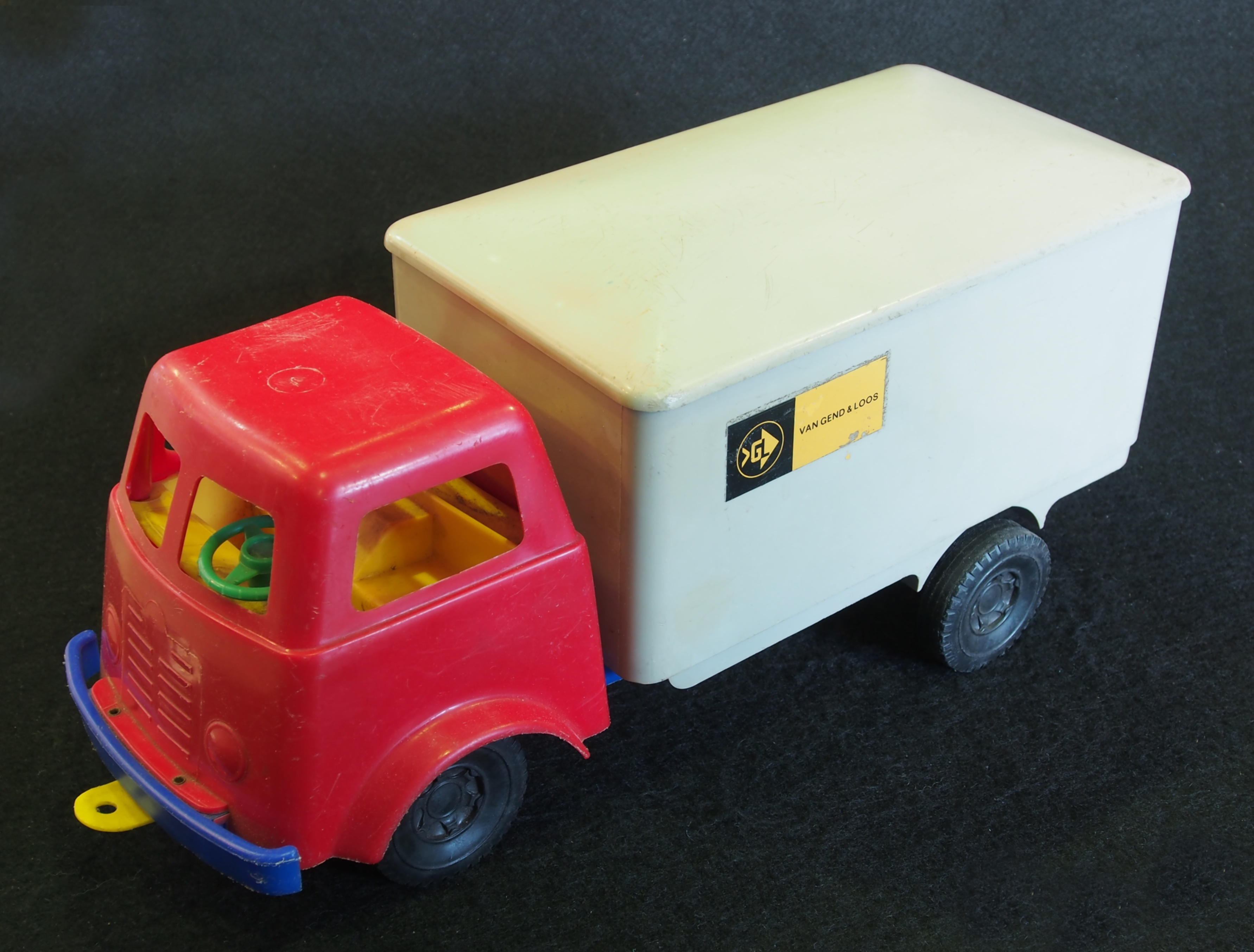
Speelgoedvrachtauto
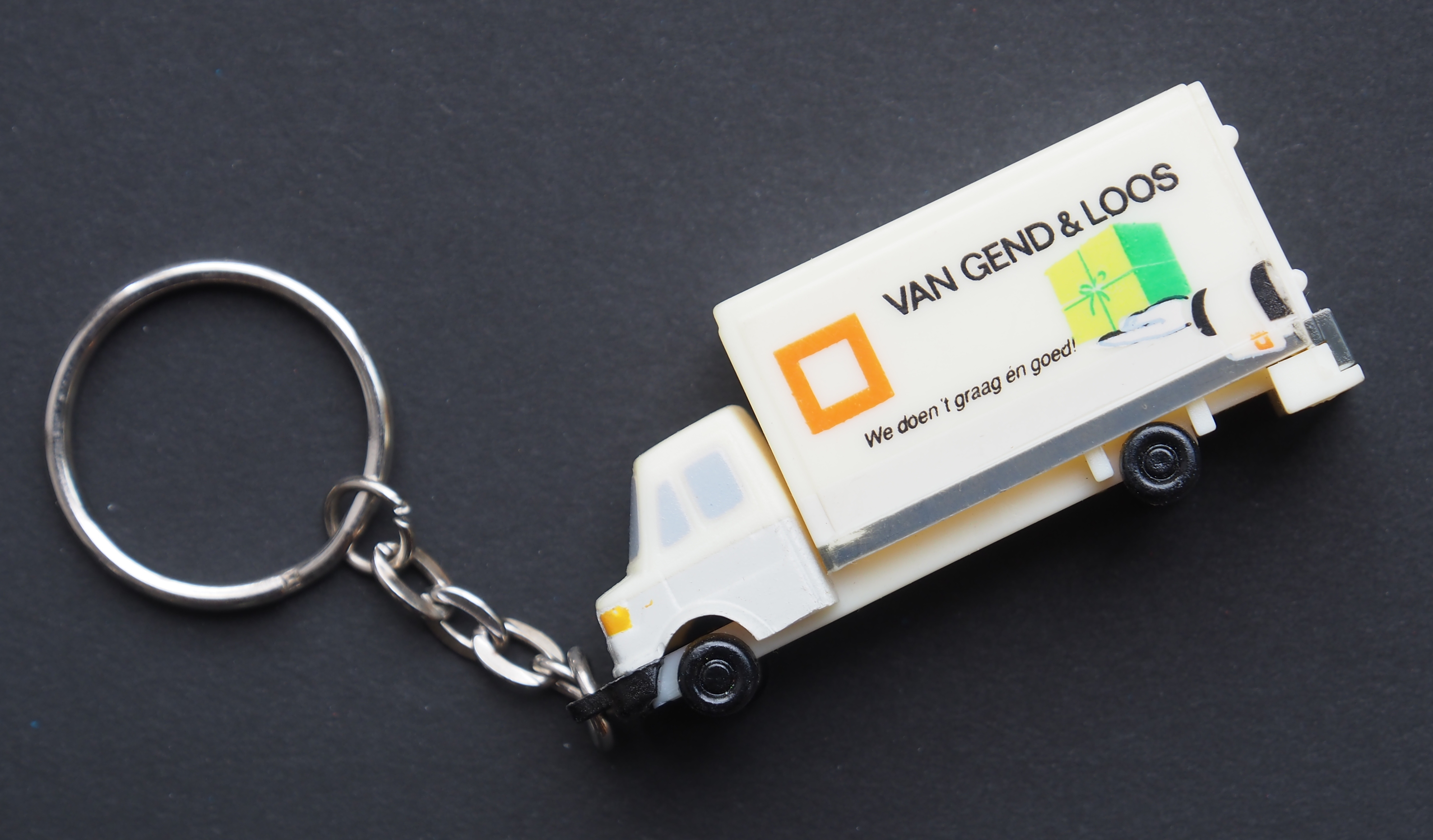
Sleutelhanger
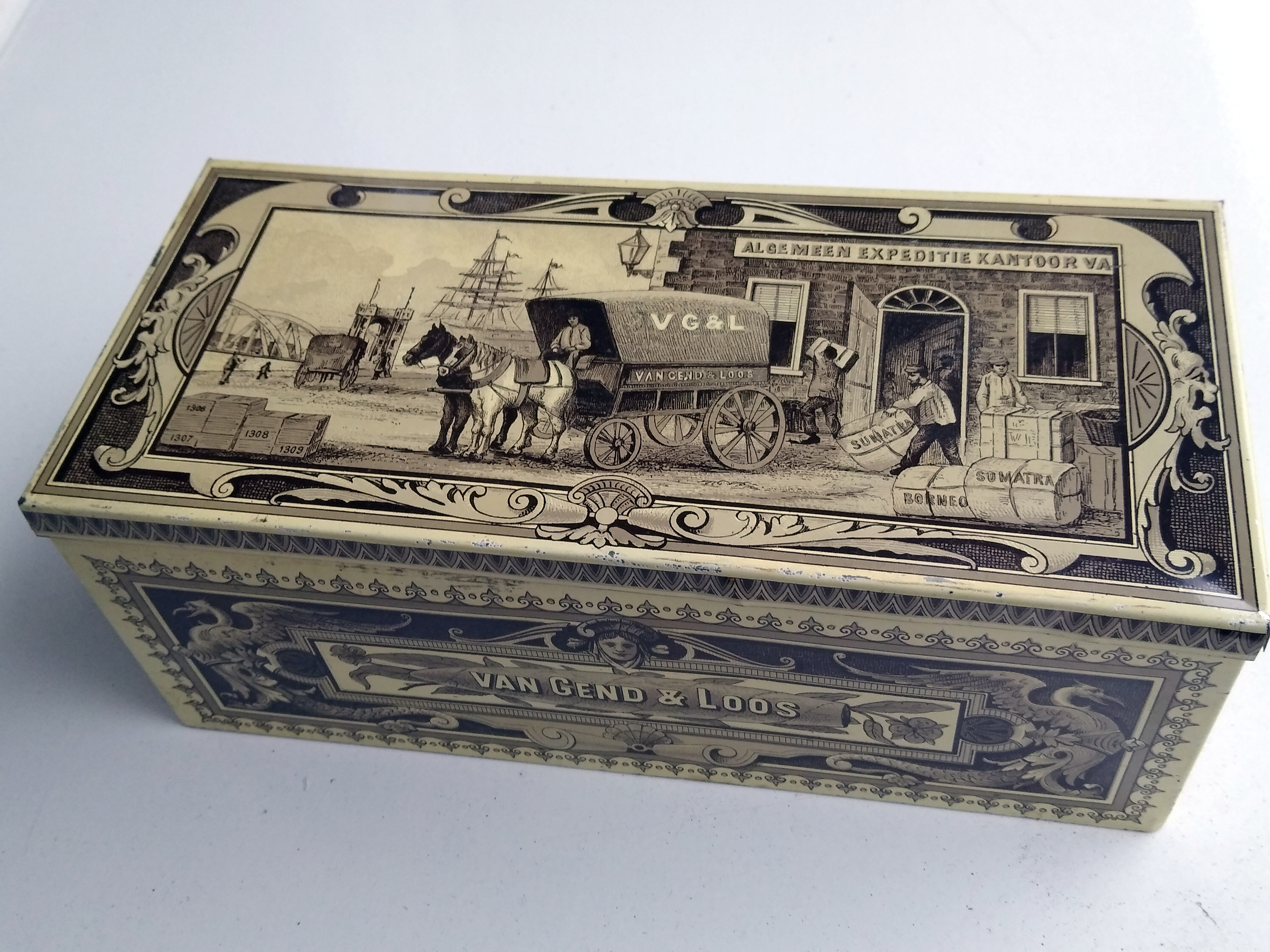
Sigarenblik
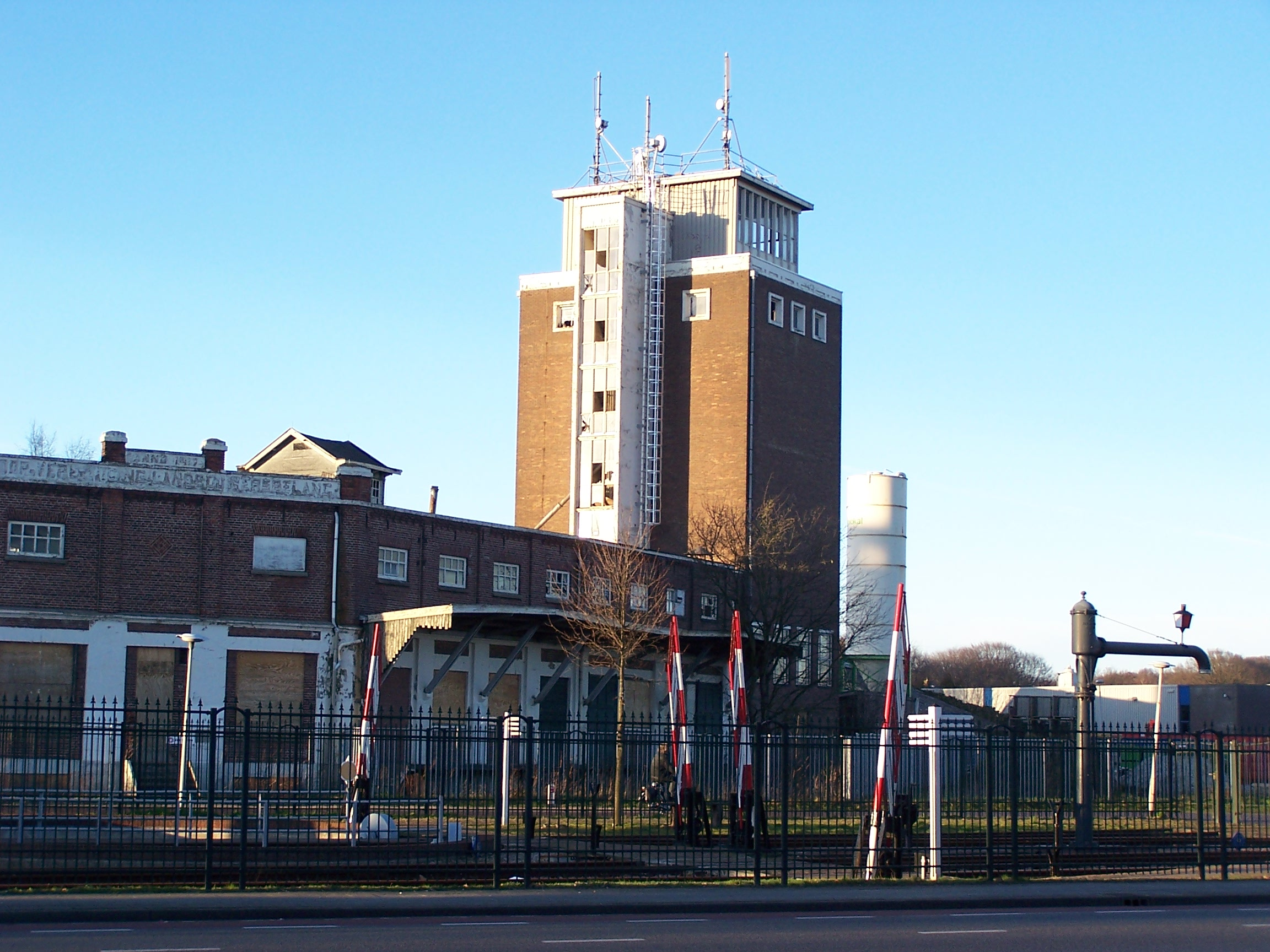
Van Gend & Loos Haaksbergen (2007)
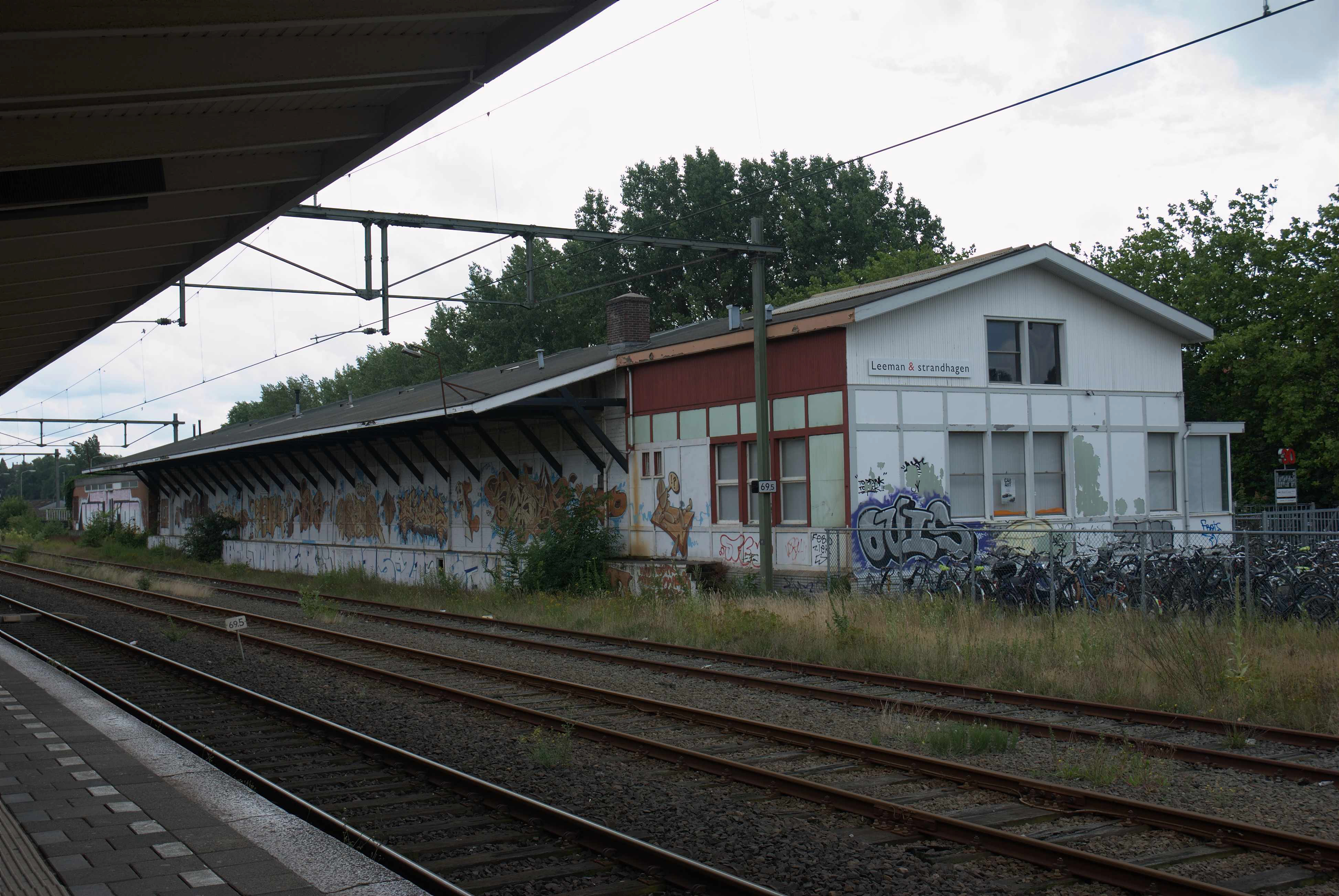
Van Gend & Loos Delft (2007)